# Dirt and roses
Dirt and Roses er en sang spillet af Rise Against og er et soundtrack til filmen The Avengers.